# Critérium del Dauphiné 2010
La 62ª edición del Critérium du Dauphiné, disputado 6 y el 13 de junio de 2010, contó con un recorrido de 1076,8 km distribuidos en ocho jornadas (un prólogo y siete etapas, una de ellas contrarreloj), con inicio en Évian-les-Bains y final en Sallanches. 
La carrera formó parte del UCI World Calendar 2010 como carrera UCI ProTour. 
Al ser comprada por Amaury Sport Organisation (ASO) en enero esta quitó el "apellido" tradicional de la carrera llamándola oficialmente Critérium du Dauphiné en vez de Criterium du Dauphiné Libéré. Sin embargo, no se desvinculó del calendario UCI ProTour al estar ya ahí antes de la compra por ASO.
El ganador final fue Janez Brajkovič. Le acompañaron en el podio Alberto Contador (que se hizo con la clasificación por puntos, al vencer dos etapas) y Tejay van Garderen, respectivamente.
En las clasificaciones secundarias se impusieron Egoi Martínez (montaña) y Euskaltel-Euskadi (equipos).

## Equipos participantes
Tomaron parte en la carrera 22 equipos: los 18 de categoría UCI ProTeam (al ser obligada su participación); más 4 de categoría Profesional Continental mediante invitación de la organización (Cervélo Test Team, Cofidis, le Crédit en Ligne, Bbox Bouygues Telecom y Saur-Sojasun). Los equipos participantes fueron:
| N.º     | Código UCI | Equipo             |
| ------- | ---------- | ------------------ |
| 1-8     | GCE        | Caisse d'Epargne   |
| 11-18   | AST        | Astana             |
| 21-28   | RAB        | Rabobank           |
| 31-38   | KAT        | Team Katusha       |
| 41-48   | OLO        | Omega Pharma-Lotto |
| 51-58   | THR        | Team HTC-Columbia  |
| 61-68   | SAX        | Team Saxo Bank     |
| 71-78   | CTT        | Cervélo Test Team  |
| 81-88   | LIQ        | Liquigas-Doimo     |
| 91-98   | GRM        | Garmin-Transitions |
| 101-108 | ALM        | Ag2r-La Mondiale   |

| N.º     | Código UCI | Equipo                      |
| ------- | ---------- | --------------------------- |
| 111-118 | FDJ        | FDJ                         |
| 121-128 | RSH        | Team RadioShack             |
| 131-138 | QST        | Quick Step                  |
| 141-148 | SKY        | Team Sky                    |
| 151-158 | COF        | Cofidis, le Crédit en Ligne |
| 161-168 | MRM        | Team Milram                 |
| 171-178 | LAM        | Lampre-Farnese Vini         |
| 181-188 | EUS        | Euskaltel-Euskadi           |
| 191-198 | BBO        | Bbox Bouygues Telecom       |
| 201-208 | FOT        | Footon-Servetto             |
| 211-218 | SAU        | Saur-Sojasun                |

## Etapas
| Etapa   | Fecha       | Recorrido                             | km        | Ganador              | Líder            |
| ------- | ----------- | ------------------------------------- | --------- | -------------------- | ---------------- |
| Prólogo | 6 de junio  | Évian-les-Bains-Évian-les-Bains       | 6,5 (CRI) | Alberto Contador     | Alberto Contador |
| 1ª      | 7 de junio  | Évian-les-Bains-Saint-Laurent-du-Pont | 170       | Grega Bole           | Alberto Contador |
| 2ª      | 8 de junio  | Annonay-Bourg-Saint-Andéol            | 180       | Juan José Haedo      | Alberto Contador |
| 3ª      | 9 de junio  | Monteux-Sorgues                       | 49 (CRI)  | Janez Brajkovič      | Janez Brajkovič  |
| 4ª      | 10 de junio | Saint-Paul-Trois-Châteaux-Risoul      | 205       | Nicolas Vogondy      | Janez Brajkovič  |
| 5ª      | 11 de junio | Serre Chevalier-Grenoble              | 147       | Daniel Navarro       | Janez Brajkovič  |
| 6ª      | 12 de junio | Crolles-Alpe d'Huez                   | 156       | Alberto Contador     | Janez Brajkovič  |
| 7ª      | 13 de junio | Allevard-Sallanches                   | 167       | Edvald Boasson Hagen | Janez Brajkovič  |

## Clasificaciones finales

### Clasificación general
| Posición | Ciclista              | Equipo                | Tiempo      |
| -------- | --------------------- | --------------------- | ----------- |
|          | Janez Brajkovič       | RadioShack            | 28h 06' 28" |
| 2        | Alberto Contador      | Astana                | + 1' 41"    |
| 3        | Tejay van Garderen    | HTC-Columbia          | + 2' 41"    |
| 4        | Jurgen van den Broeck | Omega Pharma-Lotto    | + 3' 46"    |
| 5        | Jérôme Coppel         | Saur-Sojasun          | + 4' 17"    |
| 6        | Nicolas Vogondy       | Bbox Bouygues Telecom | + 4' 23"    |
| 7        | Christophe Riblon     | Ag2r-La Mondiale      | + 4' 23"    |
| 8        | Pierre Rolland        | Astana                | + 6' 16"    |
| 9        | Chris Horner          | RadioShack            | + 6' 20"    |
| 10       | Sylwester Szmyd       | Liquigas-Doimo        | + 6' 57"    |

### Clasificación de la montaña
| Posición | Ciclista         | Equipo             | Puntos |
| -------- | ---------------- | ------------------ | ------ |
|          | Egoi Martínez    | Euskaltel-Euskadi  | 55     |
| 2        | Janez Brajkovič  | RadioShack         | 33     |
| 3        | Alberto Contador | Astana             | 32     |
| 4        | Cyril Gautier    | Omega Pharma-Lotto | 29     |
| 5        | Thibaut Pinot    | FDJ                | 26     |

### Clasificación por puntos
| Posición | Ciclista           | Equipo              | Puntos |
| -------- | ------------------ | ------------------- | ------ |
|          | Alberto Contador   | Astana              | 98     |
| 2        | Janez Brajkovič    | RadioShack          | 98     |
| 3        | Tejay van Garderen | HTC-Columbia        | 72     |
| 4        | Grega Bole         | Lampre-Farnese Vini | 71     |
| 5        | Geraint Thomas     | Sky                 | 70     |

### Clasificación por equipos
| Posición | Equipo            | Tiempo      |
| -------- | ----------------- | ----------- |
|          | Euskaltel-Euskadi | 84h 39' 25" |
| 2        | Astana            | + 4' 03"    |
| 3        | Ag2r-La Mondiale  | + 4' 45"    |
| 4        | FDJ               | + 6' 46"    |
| 5        | Katusha           | + 13' 12"   |

## Evolución de las clasificaciones
| Etapa (Vencedor)                 | Clasificación general | Clasificación de la montaña | Clasificación por puntos | Clasificación por equipos |
| -------------------------------- | --------------------- | --------------------------- | ------------------------ | ------------------------- |
| Prólogo (CRI) Alberto Contador   | Alberto Contador      | Alberto Contador            | Alberto Contador         | HTC-Columbia              |
| 1ª etapa (Grega Bole)            | Alberto Contador      | Matthieu Ladagnous          | Geraint Thomas           | Quick Step                |
| 2ª etapa (Juan José Haedo)       | Alberto Contador      | Bram Tankink                | Grega Bole               | Quick Step                |
| 3ª etapa (CRI) (Janez Brajkovič) | Janez Brajkovič       | Bram Tankink                | Geraint Thomas           | HTC-Columbia              |
| 4ª etapa (Nicolas Vogondy)       | Janez Brajkovič       | Bram Tankink                | Janez Brajkovič          | Katusha                   |
| 5ª etapa (Daniel Navarro)        | Janez Brajkovič       | Eros Capecchi               | Geraint Thomas           | Astana                    |
| 6ª etapa (Alberto Contador)      | Janez Brajkovič       | Egoi Martínez               | Janez Brajkovič          | Euskaltel-Euskadi         |
| 7ª etapa (Edvald Boasson Hagen)  | Janez Brajkovič       | Egoi Martínez               | Alberto Contador         | Euskaltel-Euskadi         |
| Final                            | Janez Brajkovič       | Egoi Martínez               | Alberto Contador         | Euskaltel-Euskadi         |